# Бродске
Бродске (на словашки: Brodské) е село в окръг Скалица на Търнавския край, западна Словакия. Намира се много близо до държавната граница с Чехия.
Бродске е разположено на левия бряг на река Морава. Реката всъщност е границата с Чехия и Австрия. За първи път селището е споменато през 1317 г. Населението на Бродске е около 2285 жители (2021). 
В центъра има римокатолическа църква посветена на Свети Антон абат, градски съвет и поща.

## География
Бродске се намира на 159 метра надморска височина и е разположено на територия от 19.893km².